# Repräsentativitätsheuristik
Die Repräsentativitätsheuristik ist eine Urteilsheuristik (Urteilsentscheidungsregel), in der die Wahrscheinlichkeit von Ereignissen danach bewertet wird, wie genau sie bestimmten Prototypen entsprechen. Dies geschieht ebenso mit Objekten, die in Klassen eingeschätzt werden sollen. Objekte, die für eine gewisse Klasse repräsentativ wirken, werden mit einer zu hohen Wahrscheinlichkeit in eine Klasse eingeordnet. Dies führt nicht immer zu kompletten Fehleinschätzungen – intuitive Eindrücke sind oft zutreffender als tatsächliche Schätzungen basierend auf Wahrscheinlichkeiten.

## Experimente von Kahneman und Tversky
In einer klassischen Untersuchung boten Daniel Kahneman und Amos Tversky (1973) ihren Versuchspersonen die schriftliche Beschreibung einer Frau namens Linda dar. Darin wurde sehr viel über Lindas Tätigkeit für Frauenrechte und Emanzipation berichtet. Danach wurden die Probanden gefragt, was denn nach dieser Beschreibung wahrscheinlicher sei, dass Linda „eine Bankangestellte“ oder „eine Bankangestellte und Feministin“ sei. Die Mehrzahl der Versuchspersonen schätzte die Wahrscheinlichkeit, dass Linda „Bankangestellte und Feministin“ sei, wesentlich höher ein (Konjunktionseffekt).
Diese Einschätzung ist jedoch falsch, denn die Wahrscheinlichkeit für das gleichzeitige Auftreten beider Ereignisse kann nicht größer sein als die Wahrscheinlichkeit, dass eines der beiden Ereignisse alleine eintritt. Selbst wenn alle Bankangestellten auch Feministinnen sind, wären die beiden Wahrscheinlichkeiten für (1) „Bankangestellte“ und für (2) „Bankangestellte und Feministin“ gleich groß.
Eine weitere bedeutende Studie von Kahneman und Tversky (1973) demonstriert das Auftreten des sogenannten Basisratenfehlers (Prävalenzfehler oder base rate neglect). Dabei wurden den Versuchspersonen zweier Gruppen Kurzbeschreibungen vorgelegt, die mit dem Stereotyp des „Juristen“ oder „Ingenieurs“ vereinbar waren (z. B. „Jack ist 45 Jahre alt. Er ist verheiratet und hat vier Kinder. Er ist im Allgemeinen konservativ, sorgfältig und ehrgeizig. Er interessiert sich nicht für Politik oder soziale Fragen und verwendet den größten Teil seiner Freizeit auf eines seiner vielen Hobbys, wie z. B. Tischlern, Segeln und mathematische Denksportaufgaben.“). Die Basisrate wurde variiert, indem den Versuchsteilnehmern mitgeteilt wurde, dass diese Personenbeschreibung aus Interviews resultiert, denen sich 30 Juristen und 70 Ingenieure unterzogen haben. Aufgabe der Probanden war es, abzuschätzen, mit welcher Wahrscheinlichkeit es sich um einen Ingenieur (bzw. Juristen) handelt. Die unterschiedlichen Ausgangswahrscheinlichkeiten hatten kaum Einfluss auf das Urteil, da die Versuchspersonen aufgrund der äußeren Beschreibung die Zuordnung vornahmen. Es kam daher häufig zu Urteilsfehlern.
Die Basisratenvernachlässigung, d. h. die Überschätzung der bedingten Wahrscheinlichkeit von Ereignissen mit niedriger Basisrate, erklären Kahneman und Tversky mit der Anwendung der Repräsentativitätsheuristik. Neuere Erklärungsansätze für diesen Fehler im Urteilsprozess finden sich bei Gigerenzer und Hoffrage (1995) (Präsentationsformat) sowie Fiedler u. a.(2000) (Sampling-Effekt).

## Implikationen
Eine weitere Implikation ergibt sich daraus, dass Menschen den Stichprobenumfang vernachlässigen. Ein kleiner Ausschnitt aus einem Prozess wird als repräsentativ für den gesamten Prozess angesehen und bereits nach kurzem wird ein Muster für alle Ereignisse erkannt. Diese Muster müssen nicht stimmen und können somit in die Irre führen. Ein Beispiel dafür: Man habe zwei Stichproben mit der Körpergröße von Männern. Die erste Stichprobe enthalte zehn Messungen, die zweite 1000. Sie wissen, dass die Männer in der Bevölkerung, aus der die Stichproben gemessen wurden, durchschnittlich 1,70 Meter groß sind. Bei der Einschätzung, wie wahrscheinlich es ist, dass der jeweilige Durchschnitt der Stichproben exakt 1,70 Meter beträgt, nehmen die meisten Menschen bei beiden Stichproben dieselbe Wahrscheinlichkeit an. Dies ist jedoch falsch. Die Wahrscheinlichkeit, dass die Stichprobe mit der höheren Anzahl an Messungen exakt 1,70 Meter beträgt, ist höher.
Genau so kommt es auch zum Spielerfehlschluss.